# Biserica unitariană din Ionești
Biserica unitariană din Ionești este un ansamblu de monumente istorice aflat pe teritoriul satului Ionești (Ianoșfalău), comuna Cața. În Repertoriul Arheologic Național, monumentul apare cu codul 40802.02.
Ansamblul este format din două monumente:
- Biserica unitariană (cod LMI BV-II-m-A-11723.01)
- Zid de incintă (cod LMI BV-II-m-A-11723.02)

## Galerie

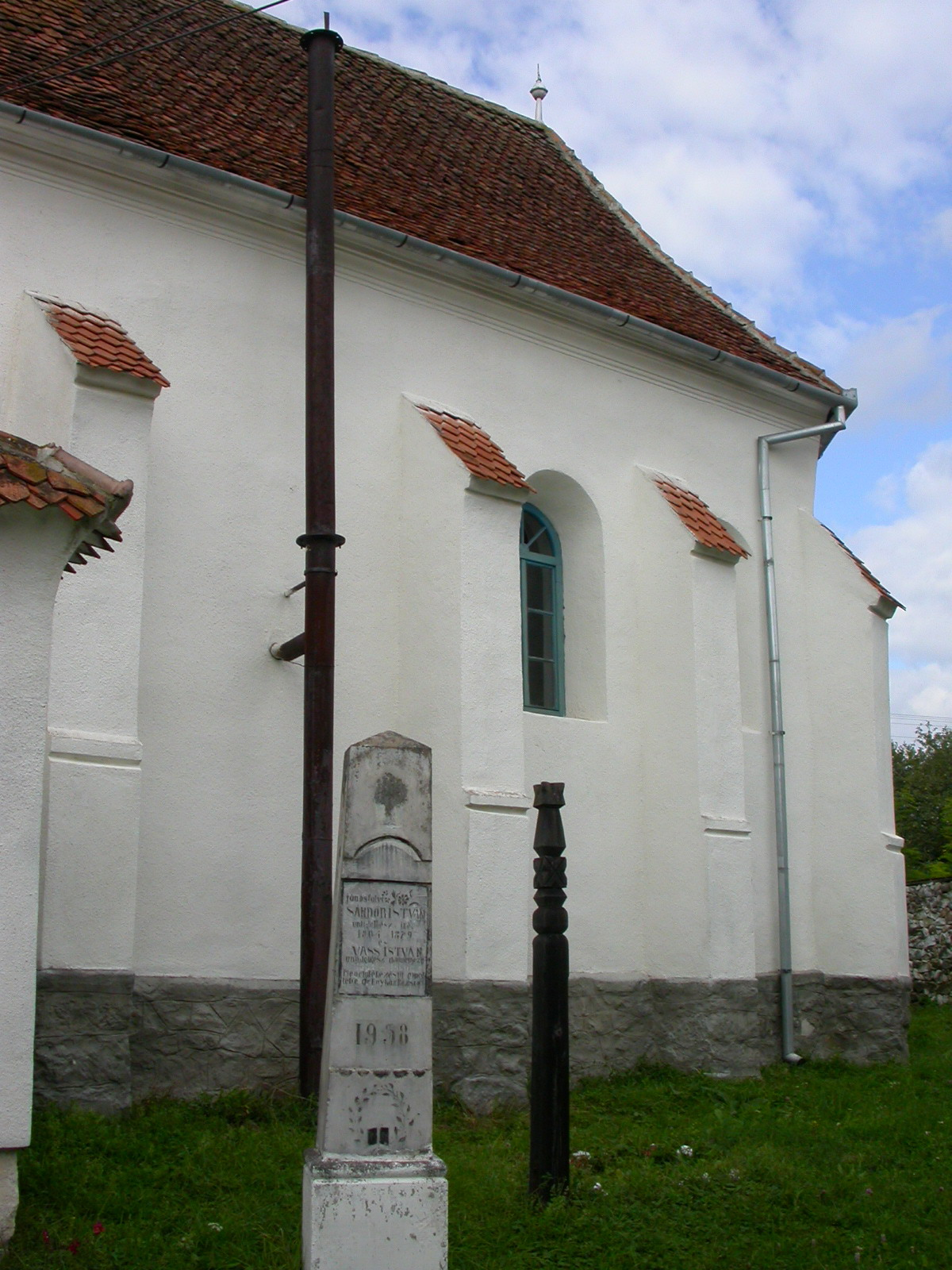
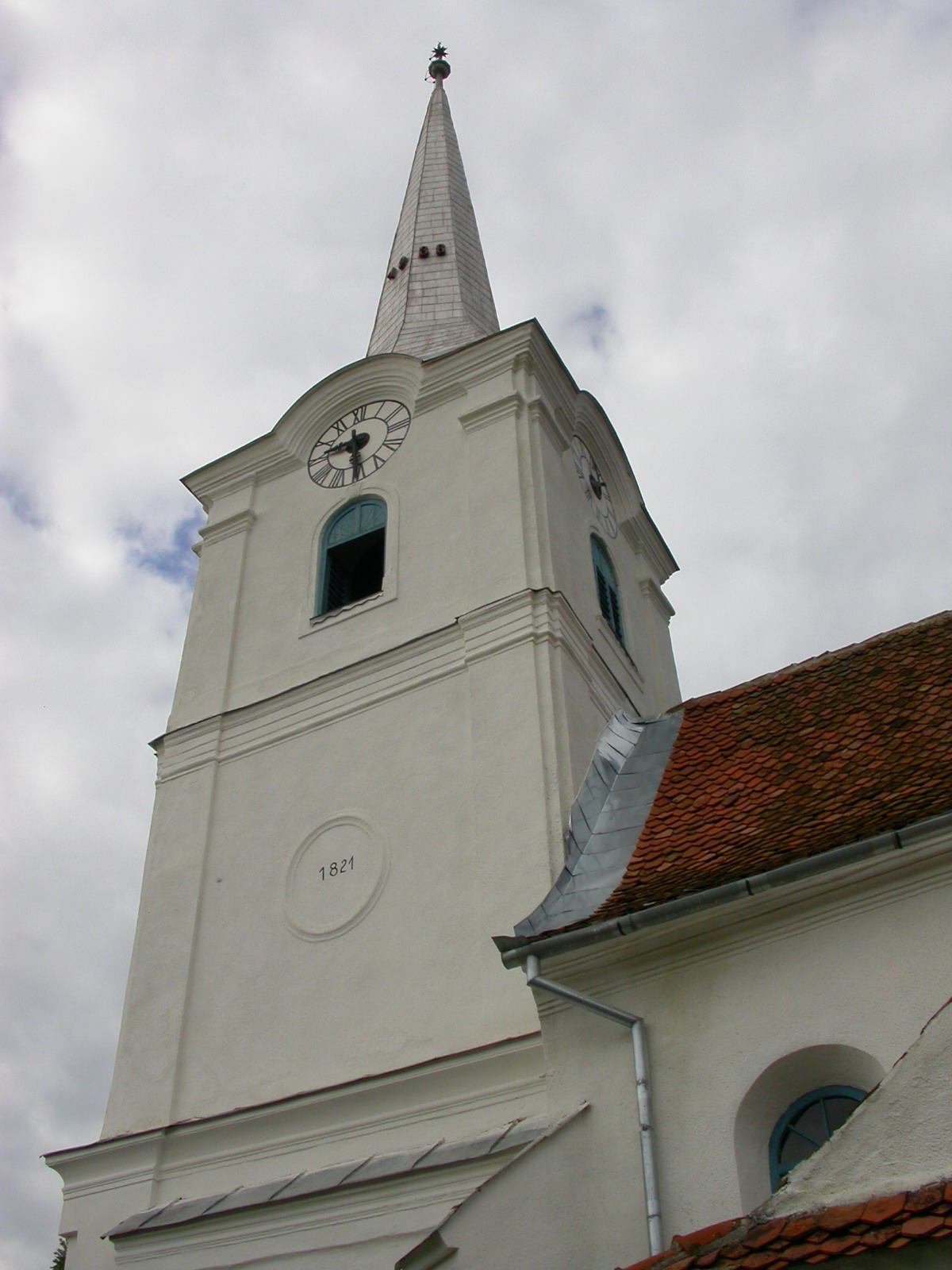
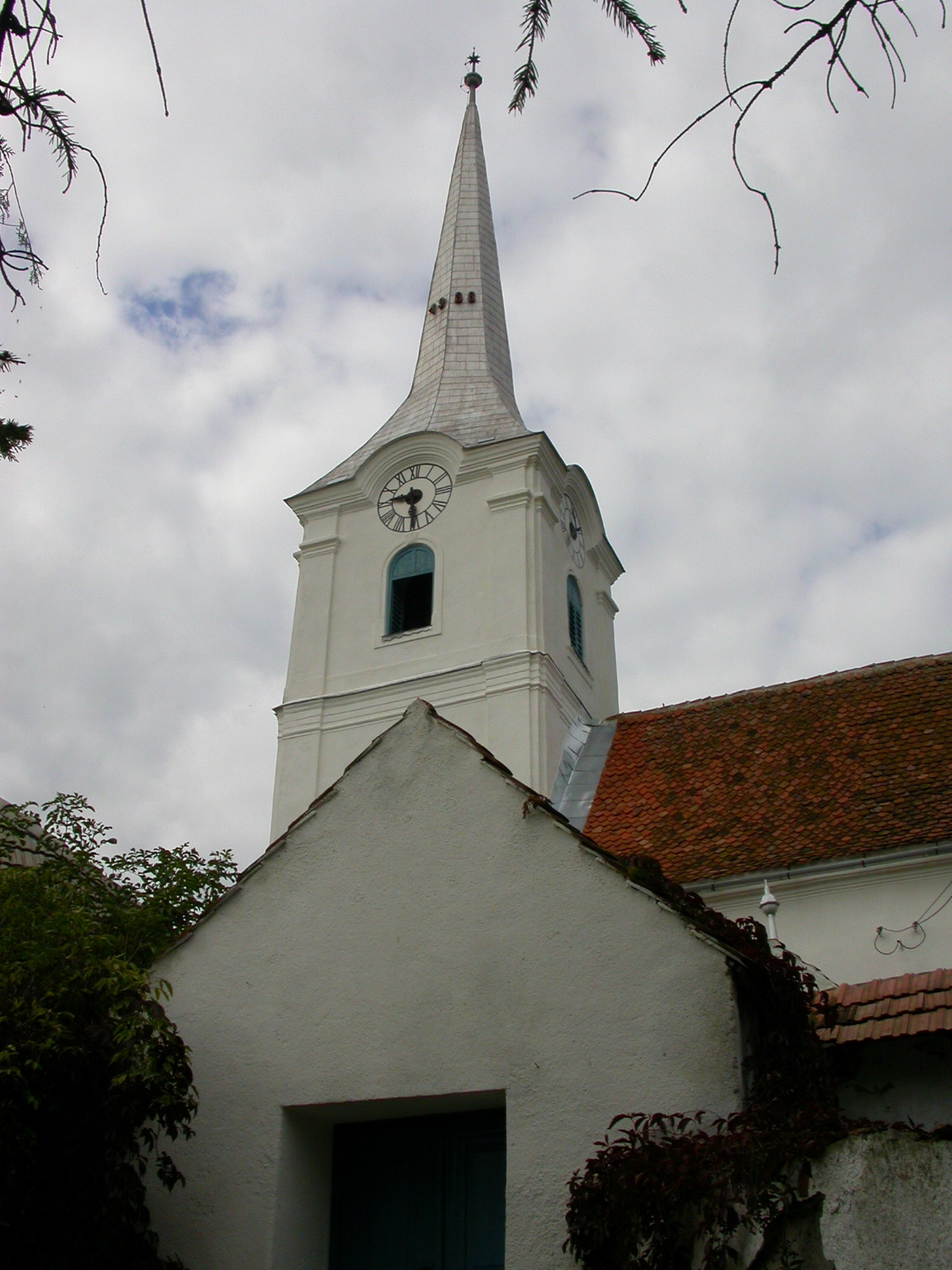
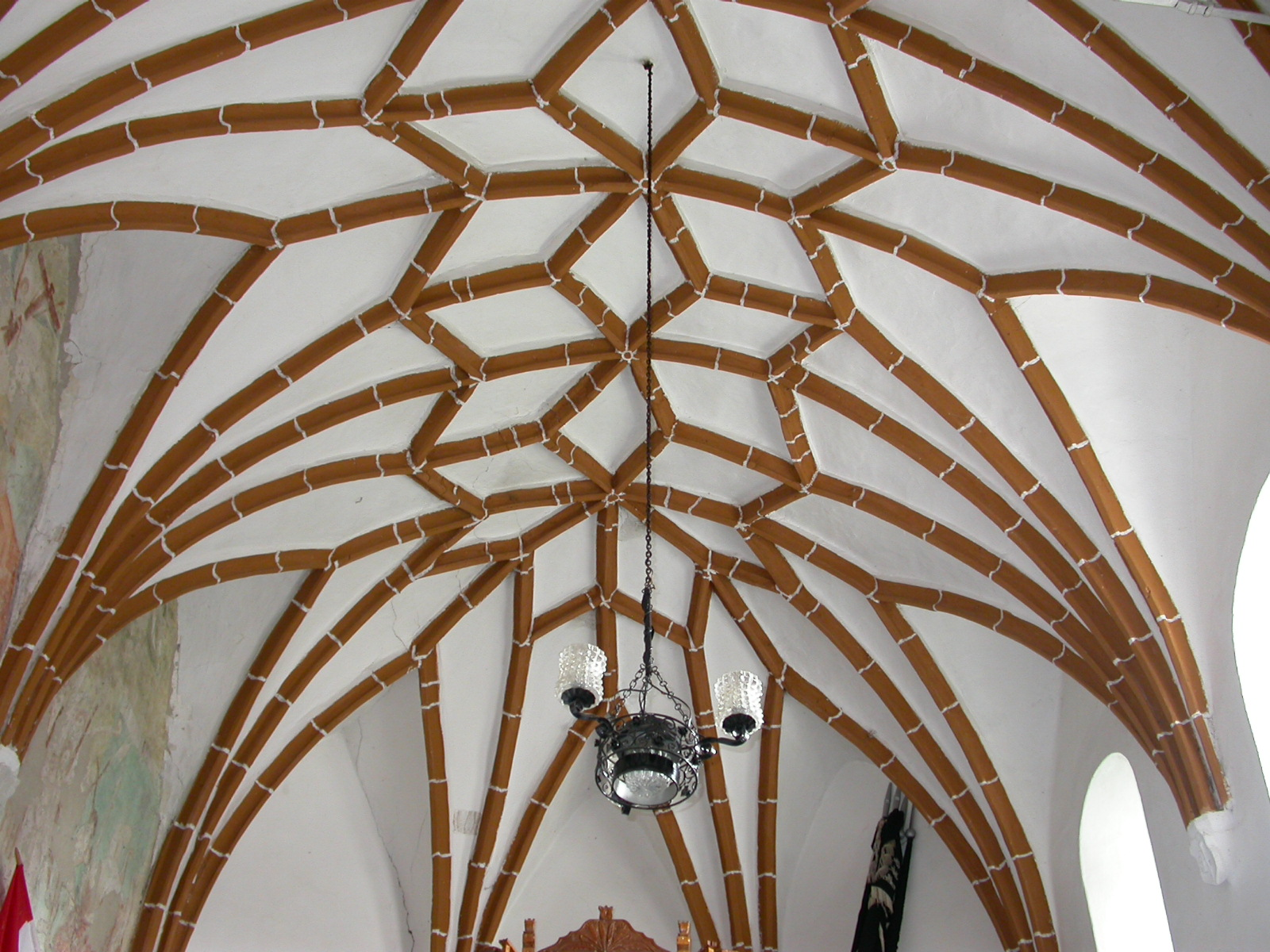